# Баринівська сільська рада
Ба́ринівська сільська рада (рос. Бариновский сельский совет) — сільське поселення у складі Шатровського району Курганської області Росії.
Адміністративний центр — село Барино.
Населення сільського поселення становить 1378 осіб (2017; 1433 у 2010, 1519 у 2002).

## Склад
До складу сільського поселення входять:
| Населений пункт     | Населення, осіб (2002) | Населення, осіб (2010) |
| ------------------- | ---------------------- | ---------------------- |
| Барино, село        | 1479                   | 1431                   |
| Кирпичики, присілок | 0                      | 2                      |
| Октябрський, селище | 40                     | 0                      |